# Mebarek Soltani
Mebarek Soltani (10 april 1982) is een Algerijns bokser. Aanvankelijk kwam hij uit in de lichtvlieggewichten, nadien bij de vlieggewichten. Hij nam tweemaal deel aan de Olympische Spelen, maar behaalde hierbij geen medaille.
In 2000 nam Soltani een eerste keer deel aan de Olympische Spelen van Sydney. In de eerste ronde van de lichtvlieggewichten verloor hij met 16-15 van de Mexicaan Liborio Romero.
Vier jaar later kon hij zich opnieuw plaatsen voor de Olympische Spelen van Athene. In Athene kwam Soltani uit in de vlieggewichten. Ook dit keer moest hij al na 1 kamp huiswaarts keren na 26-15 verlies tegen de Rus Georgy Balakshin. Op de All-Afrika Games in 2003 in het
Nigeriaanse Abuja behaalde Soltani een bronzen medaille bij de vlieggewichten achter de Tunesiër Walid Cherif en de Namibiër Paulus Ambunda.
Mebarek is een neef van Hocine Soltani, de olympisch kampioen van 1996 bij de lichtgewichten.

## Prestaties
| Jaar | Wedstrijd                   | Plaats     | Resultaat | Gewichtsklasse |
| ---- | --------------------------- | ---------- | --------- | -------------- |
| 2001 | Afrikaanse kampioenschappen | Port Louis | 1e        | vlieggewichten |
| 2003 | All-Afrika Games            | Abuja      | 3e        | vlieggewichten |